# Tetiana Kołesnikowa
Tetiana Mykołajiwna Kołesnikowa (ukr. Тетяна Миколаївна Колеснікова, ur. 9 sierpnia 1977 w Mikołajowie) – ukraińska wioślarka.

## Osiągnięcia
- Mistrzostwa Świata – Tampere 1995 – ósemka – 11. miejsce[1].
- Mistrzostwa Świata – Aiguebelette-le-Lac 1997 – dwójka podwójna – 10. miejsce[1].
- Mistrzostwa Świata – St. Catharines 1999 – dwójka podwójna – 6. miejsce[1].
- Mistrzostwa Świata – Lucerna 2001 – czwórka podwójna – 6. miejsce[1].
- Mistrzostwa Świata – Sewilla 2002 – czwórka podwójna – 6. miejsce[1].
- Mistrzostwa Świata – Mediolan 2003 – czwórka podwójna – 5. miejsce[1].
- Igrzyska Olimpijskie – Ateny 2004 – czwórka podwójna – brak[2][1].
- Mistrzostwa Świata – Gifu 2005 – czwórka podwójna – 4. miejsce[1].
- Mistrzostwa Świata – Eton 2006 – czwórka podwójna – 6. miejsce[1].
- Mistrzostwa Świata – Monachium 2007 – czwórka podwójna – 4. miejsce[1].
- Mistrzostwa Europy – Poznań 2007 – czwórka podwójna – 1. miejsce[1].
- Igrzyska Olimpijskie – Pekin 2008 – czwórka podwójna – 4. miejsce[1].
- Mistrzostwa Europy – Ateny 2008 – czwórka podwójna – 1. miejsce[1].
- Mistrzostwa Świata – Poznań 2009 – czwórka podwójna – 1. miejsce[1].
- Mistrzostwa Europy – Brześć 2009 – czwórka podwójna – 1. miejsce[1].
- Mistrzostwa Europy – Montemor-o-Velho 2010 – ósemka – 4. miejsce[1].